# Phrynobatrachus brevipalmatus
Phrynobatrachus brevipalmatus is een kikker uit de familie Phrynobatrachidae en het geslacht Phrynobatrachus. De soort werd voor het eerst wetenschappelijk beschreven door Ernst Ahl in 1925. Oorspronkelijk werd de wetenschappelijke naam Hylarthroleptis brevipalmatus gebruikt.
De kikker leeft in delen van Afrika en komt endemisch voor in Angola. Er is nog geen Nederlandse naam voor de soort.
De natuurlijke habitat van Phrynobatrachus brevipalmatus is onbekend, maar volgens het IUCN is dit waarschijnlijk waterrijk gebied.